# Thymallus thymallus

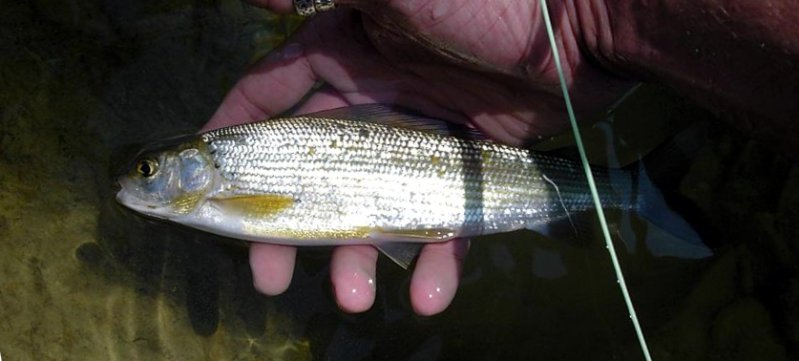
Pescado.

El tímalo común (Thymallus thymallus), un pez de agua dulce de la familia salmónidos, distribuidos por toda Europa menos la península ibérica natural de la ecozona Paleártica, desde Inglaterra y Francia en el oeste hasta los montes Urales en el noreste de Rusia.

## Importancia para el hombre

Escudo de Aš.

Desde la antigüedad ha sido una importante fuente de alimento en algunas comunidades rurales de Europa, por lo que aparecen los tímalos en numerosos escudos o banderas de ciudades europeas; su pesca es por tanto comercial y también su acuicultura, siendo su valor en el mercado alto. La pesca deportiva también usa mucho esta especie, pudiéndose pescar tanto con carnaza natural de larvas de insectos como pescado con mosca.

## Anatomía
Su longitud máxima normal es de unos 30 cm, aunque se ha descrito un ejemplar que alcanzó los 60 cm. En la alta aleta dorsal que lo caracteriza tiene de 5 a 8 espinas, mientras que en la aleta anal tiene de 3 a 4 espinas, siendo esta la principal característica que lo diferencia del tímalo ártico.

## Hábitat y biología
Se encuentra en las corrientes de agua situadas entre las ondulaciones de los Prealpes y la meseta. Encuentra las condiciones de vida ideales en las corrientes rápidas, en los fondos cubiertos de arena y grava y entre la sucesión de sectores tranquilos y turbulentos; también puede encontrarse en lagos y excepcionalmente en aguas salobres del mar Báltico. Remontan los ríos de alta montaña hasta zonas con arena gruesa o piedras en el lecho para desovar, con aguas bien oxigenadas, frías y con corriente rápida. En Escandinavia suelen vivir en lagos de agua clara y algunas poblaciones son semianádromas descendiendo los adultos hasta el mar Báltico, aunque esto es una rareza y lo normal es que sea un pez de agua dulce no migrador, que busca las aguas de más de 15 metros de profundidad.
Es una especie gregaria que vive en cardumenes, no migratoria, alimentándose fundamentalmente de insectos, ninfas, pequeños gusanos y crustáceos. En edad adulta suele convertirse en un animal omnívoro, de forma que además de invertebrados también come materia orgánica vegetal.
Es presa de los grandes peces, incluido el Hucho hucho.
Es una especie muy sensible a la polución, por lo que disminuye en ríos contaminados.